# ATP de Belgrado
O Belgrade  Open ou ATP de Belgrado, é um torneio de tênis profissional, realizado em quadras de saibro, durante o mês de abril.
Voltou em 2021 como Serbia Open, excepcionalmente com dois torneios masculinos, depois de nove anos fora do circuito.
O segundo evento de 2021, chamado de Belgrade Open, aconteceu no contexto da pandemia de COVID-19, em que muitos torneios estabelecidos foram cancelados. Deu-se no mesmo lugar e condições do Serbia Open, só que em maio. Em 2022, somente o evento de abril seguiu no calendário.
Foi substituído em 2023 por Banja Luka.
Retornou no final de 2024 após Gijón ser cancelado semanas antes da realização. Garantiu uma licença de pelo menos dois anos, apresentando o evento em quadras duras cobertas.

## Finais

### Simples
| Ano                                     | Campeão           | Vice-campeão     | Resultado      |
| --------------------------------------- | ----------------- | ---------------- | -------------- |
| 2024                                    | Denis Shapovalov  | Hamad Medjedovic | 6–4, 6–4       |
| Torneio não realizado entre 2023        |                   |                  |                |
| 2022                                    | Andrey Rublev     | Novak Djokovic   | 6–2, 46–7, 6–0 |
| 2021 (BO)                               | Novak Djokovic    | Alex Molčan      | 6–4, 6–3       |
| 2021 (SO)                               | Matteo Berrettini | Aslan Karatsev   | 6–1, 3–6, 7–60 |
| Torneio não realizado entre 2020 e 2013 |                   |                  |                |
| 2012                                    | Andreas Seppi     | Benoît Paire     | 6–3, 6–2       |
| 2011                                    | Novak Djokovic    | Feliciano López  | 7–64, 6–2      |
| 2010                                    | Sam Querrey       | John Isner       | 3–6, 7–64, 6–4 |
| 2009                                    | Novak Djokovic    | Łukasz Kubot     | 6–3, 7–60      |

### Duplas
| Ano                                     | Campeões                             | Vice-campeões                     | Resultado         |
| --------------------------------------- | ------------------------------------ | --------------------------------- | ----------------- |
| 2024                                    | Jamie Murray John Peers              | Ivan Dodig Skander Mansouri       | 3–6, 7–65, [11–9] |
| Torneio não realizado entre 2023        |                                      |                                   |                   |
| 2022                                    | Ariel Behar Gonzalo Escobar          | Nikola Mektić Mate Pavić          | 6–2, 3–6, [10–7]  |
| 2021 (BO)                               | Jonathan Erlich Andrei Vasilevski    | André Göransson Rafael Matos      | 6–4, 6–1          |
| 2021 (SO)                               | Ivan Sabanov Matej Sabanov           | Ariel Behar Gonzalo Escobar       | 6–3, 7–65         |
| Torneio não realizado entre 2020 e 2013 |                                      |                                   |                   |
| 2012                                    | Jonathan Erlich Andy Ram             | Martin Emmrich Andreas Siljeström | 4–6, 6–2, [10–6]  |
| 2011                                    | František Čermák Filip Polášek       | Oliver Marach Alexander Peya      | 7–5, 6–2          |
| 2010                                    | Santiago González Travis Rettenmaier | Tomasz Bednarek Mateusz Kowalczyk | 7–66, 6–1         |
| 2009                                    | Łukasz Kubot Oliver Marach           | Johan Brunström Jean-Julien Rojer | 6–2, 7–63         |